# Tärendö
Tärendö (Samisch: Deargget) is een van de grotere dorpen binnen de Zweedse gemeente Pajala. Het vormde in het verleden een eigen gemeente (1884-1971), maar is samen met de gemeente Korpilombolo weer samengevoegd naar de gemeente Pajala. Tärendö bestaat uit een aantal kernen, die tegen elkaar zijn gegroeid: Heinonen, Isokylä, Valimaa, Laitamaa, Niva, Aho, Koijuniemi, Kallio en Niemenrova, de namen laten zien dat de Finnen hier een grote invloed hadden (Kylä, maa en niemi zijn achtervoegsels uit het Fins. Inmiddels ligt Talinen ook bijna tegen Tärendö aan.
Tärendö is gesticht in 1615 door Per Persson Pekkari, een handelsvertegenwoordiger uit Övertorneå. Men vermoedt dat de oorspronkelijke naam uit het Samisch komt en vertaald zou kunnen worden naar mespunt.
Het dorp heeft enige bekende Zweden voortgebracht:
- Charlotte Kalla, langlaufster;
- Hass Alatalo, televisiepresentator;
- Mats Winsa, architect.

De in Zweden populaire film Populärmusik från Vittula naar het boek van Mikael Niemi speelt zich in Tärendö af.
Bij Tärendö stroomt de Tärendörivier de Kalixälven in.

## Verkeer en vervoer
Bij de plaats loopt de Länsväg 394.
Aareavaara · Anttis · Huukki · Isovaara · Jarhois · Juhonpieti en Erkheikki · Junosuando · Kainulasjärvi · Kangos · Kardis · Kassa · Kätkesuando · Käymäjärvi · Kaunisvaara · Kengis · Kenttä · Keräntöjärvi · Kieksiäisvaara · Kiilarova · Kihlanki · Kitkiöjärvi · Kitkiöjoki · Kolari · Kompelusvaara · Korpilombolo · Kurkkio · Lahenpää · Lahnajärvi · Lautakoski · Liviöjärvi · Lovikka · Männikkö · Muonionalusta · Muodoslompolo · Narken · Nuuksujärvi · Ohtanajärvi · Oksajärvi · Pääjärvi · Pajala · Parkalompolo · Pentäsjärvi · Peräjävaara · Pimpiö · Ristimella · Ruosteranta · Sahavaara · Saittarova · Salmijärvi · Särkimukka · Sattajärvi · Selkäjärvi · Suaningi · Talinen · Tärendö · Teurajärvi · Torinen · Törmäsniva · Tornefors